# Pays les moins avancés
Pour les articles homonymes, voir PMA.

Pays moins avancés
Anciens pays moins avancés

Les pays les moins avancés (PMA – en anglais : least developed countries ou LDC) sont une catégorie de pays créée en 1971 par l'Organisation des Nations unies (ONU), regroupant les pays socio-économiquement les moins développés de la planète. Au 14 décembre 2024, 44 pays appartiennent à cette catégorie ; la plupart d'entre eux se situent en Afrique.

## Critères
Dans sa définition de 2003, le Conseil économique et social des Nations unies a retenu trois critères pour déterminer la liste des PMA : 
1. revenu par habitant, basé sur une estimation moyenne du produit intérieur brut par habitant pendant trois années ; s'il est inférieur à 1 088 dollars (en 2024), le pays est retenu pour la qualification de PMA (le seuil pour sortir de la catégorie est plus élevé) ;
2. retard dans le développement humain, basé sur un indice composite incluant des indicateurs de santé, nutrition et scolarisation ;
3. « vulnérabilité économique », basée sur un indice composite incluant des indicateurs sur l'instabilité, la production et les exportations agricoles, le manque de diversification de la production, et le handicap d'être un petit pays.

En appliquant ces critères, on compte 44 PMA depuis le 13 décembre 2024 : 32 en Afrique, 8 en Asie, 3 en Océanie et 1 en Amérique (Antilles). Ils étaient 25 lors de la création de la catégorie en 1971, en incluant le Sikkim, devenu ensuite un État indien.
Huit pays ont quitté le groupe des PMA par suite de leur croissance économique : le Botswana en 1994, le Cap-Vert en 2007, les Maldives en 2011, les Samoa en 2014, la Guinée équatoriale en 2017, le Vanuatu en 2020,, le Bhoutan en 2023 et Sao Tomé-et-Principe en 2024.
Six autres pays doivent en principe quitter la catégorie des PMA au cours des prochaines années : le Bangladesh, le Laos et le Népal le 24 novembre 2026, les Îles Salomon le 13 décembre 2027, le Cambodge et le Sénégal le 19 décembre 2029,. Trois pays pourraient suivre : Djibouti, Kiribati et Tuvalu, et le cas de cinq autres pays sera examiné en 2027 : la Birmanie, les Comores, l'Ouganda, le Rwanda et la Tanzanie. L'Angola devait initialement quitter la catégorie des PMA en 2021 puis 2024, mais sa sortie a été reportée sine die en décembre 2023,.
Trente-sept PMA sont membres de l'Organisation mondiale du commerce (OMC). Quatre autres pays (Éthiopie, Somalie, Soudan et Soudan du Sud) négocient leur entrée dans l'OMC et y ont pour l'instant un statut d'observateur. Il reste trois États qui n'ont aucun lien avec l'organisation (Érythrée, Kiribati et Tuvalu).

## Situation économique
En 2011, dans le cadre des tendances économiques et sociales à long terme, l'évolution de la contribution des pays les moins avancés à la production mondiale et au commerce international traduisait une marginalisation persistante de ces pays au sein de l'économie mondiale.

## Politiques d'aide
Des politiques spécifiques ont été menées pour les PMA. On peut citer notamment des politiques préférentielles en matière d'accès au marché :
- l'initiative « Tout sauf les armes » de l'Union européenne ;
- le Système généralisé de préférences, aux termes duquel les pays développés accordent des préférences unilatérales aux pays en développement, avec des modalités spécifiques et plus favorables pour les PMA ;
- des préférences accordées aux PMA par plusieurs grands pays en développement comme la Chine (préférence limitée à certains PMA avec lesquels la Chine entretient des relations diplomatiques) et l'Inde pour un certain nombre de produits.

Lors de la quatrième conférence des Nations unies sur les pays les moins avancés, qui s'est tenue à Istanbul du 9 au 13 mai 2011, les Nations unies ont adopté le programme d'action d'Istanbul en faveur des PMA pour la période 2011-2020.

## Liste des PMA
En décembre 2024, la liste des PMA compte 44 pays, ici classés par continents (le nombre de pays par continent) :
| Afrique (32) - Angola - Bénin - Burkina Faso - Burundi - Comores? - Djibouti? - Érythrée - Éthiopie - Gambie - Guinée - Guinée-Bissau | - Lesotho - Liberia - Madagascar - Malawi - Mali - Mauritanie - Mozambique - Niger - Ouganda? - République centrafricaine - République démocratique du Congo | - Rwanda? - Sénégal* - Sierra Leone - Somalie - Soudan - Soudan du Sud - Tanzanie? - Tchad - Togo - Zambie | Asie (8) - Afghanistan - Bangladesh* - Cambodge* - Laos* - Birmanie? - Népal* - Timor oriental - Yémen | Amérique (1) - Haïti Océanie (3) - Kiribati? - Îles Salomon* - Tuvalu? |

* Sortie de la catégorie prévue au cours des prochaines années
? Sortie envisagée

### Anciens PMA
Huit pays ont quitté la liste des PMA (année de retrait de la liste) :
- Botswana (1994)
- Cap-Vert (2007)
- Maldives (2011)
- Samoa (2014)
- Guinée équatoriale (2017)[3]
- Vanuatu (2020)[5]
- Bhoutan (2023)[6]
- Sao Tomé-et-Principe (2024)[7]